# Тайпу
Тайпу (порт. Taipu)  —  муниципалитет в Бразилии, входит в штат Риу-Гранди-ду-Норти. Составная часть мезорегиона Восток штата Риу-Гранди-ду-Норти. Входит в экономико-статистический  микрорегион Литорал-Нордести. Население составляет 12 330 человек на 2006 год. Занимает площадь 352,818 км². Плотность населения — 34,9 чел./км².
Праздник города — 10 марта.

## История
Город основан в 1891 году.

## Статистика
- Валовой внутренний продукт на 2003 год составляет 41 779 260,00 реалов (данные: Бразильский институт географии и статистики).
- Валовой внутренний продукт на душу населения на 2003 год составляет 3492,08 реалов (данные: Бразильский институт географии и статистики).
- Индекс развития человеческого потенциала на 2000 год составляет 0,584 (данные: Программа развития ООН).